# György Frigyes porosz herceg
Frigyes György Ferdinánd porosz herceg (Németül: Georg Friedrich Ferdinand Prinz von Preußen) (Bréma, 1976. június 10. –) a Hohenzollern-ház, Németország korábbi uralkodócsaládjának jelenlegi feje.

## Korai évei
Frigyes György az egyetlen fia II. Ferdinánd Lajos porosz hercegnek és Castell-Rüdenhauseni Donáta grófnőnek és ük-ükunokája II. Vilmos német császárnak, Németország utolsó uralkodójának. Frigyes György Brémában és Oldenburgban végezte általános iskolai tanulmányait és Glenalmond College folytatta Perthben, Skóciában. Miután teljesítette a kétéves kötelező szolgálatot a német hadseregben gazdasági tanulmányokat folytatott a Freiburgi Egyetemen.

## Hohenzollern-ház
Frigyes György követte nagyapját, Lajos Ferdinánd porosz herceget, mint a Hohenzollern-ház feje, annak 1994. szeptember 26-án bekövetkezett halála után. Mint a család feje, alkalmilag Ő királyi fensége, Poroszország hercegének (németül: Seine königliche Hoheit, der Prinz von Preußen), vagy Ő császári és király fensége Poroszország Hercegének (németül: Seine kaiserliche und königliche Hoheit, der Prinz von Preußen) szólíttatja magát. Valamint néha angolosítva használja nevét, mint George Frederick. A német törvények nem ismerik el semmiféle hercegi cím létezését, de a polgári jog szerint lehetséges formális, nem elsőszülötti jogon öröklődő címeket viselni a személynévben. Családfői pozíciójában versenyben állt nagybátyjaival, Frigyes Vilmos porosz herceggel és Mihály herceggel, akik perben, arra hivatkozva, hogy visszaminősítésük a családban és szűkebb házasodási lehetőségük kirekesztőleg és diszkriminatívan hat rájuk. Nagybátyjai kezdetben sikeresek voltak a Hechingeni és a Stuttgarti Regionális Bíróságon 1997-ben, ám a Német Állami Bíróság visszadobta az ügyet Stuttgartba és Hechingenbe, ahol ezúttal Frigyes György javára ítéltek. Nagybátyjai fellebbeztek a Szövetségi Alkotmányi Bíróságra, amely megsemmisítette a határozatot. 2005. október 22-én egy regionális bíróság úgy ítélt, hogy Frigyes György nagyapja egyetlen örököse, de nagybátyjai és Lajos Ferdinánd további gyermekei jogosultak a porosz örökség egy részére.
Frigyes György szintén örököse az orangei hercegi címnek, amit a német királyival együtt magának követel. Mint Viktória brit királynő leszármazottja, Frigyes György tagja az angol örökösödési listának is. Ezen kívül Európa összes királyi családjával rokonságban áll.
1. ↑  p10372.htm#i103718, 2020. augusztus 7.